# 무지향성 표지

무지향성 표지(non-directional radio beacon, NDB)는 광범위하게 사용된 최초의 전자항법 시설을 말한다. 항공기에 탑재된 DF (direction finder, 방향 탐지기) 또는 ADF (automatic direction finder, 자동방향 탐지기)는 NDB로부터의 신호를 받는다. ADF 계기는 항공기 헤딩(기수 방위)과 NDB가 있을 방향과의 각도차이를 나타낸다.
NDB는 저파(400 또는 1020Hz)와 중파(190∼535kHz)를 사용(보통 200kHz ~ 415kHz)하고, 모르스 부호로 코드화된 세 문자 식별부호를 전송한다. 콤파스 로케이터는 무선 비컨이 ILS 마커 대용으로 활용되며, 음성송신이 없을 때는 송신소 등급부호 다음에 "W"자로 표기된다. 가격이 저렴해서 소규모 공항에는 아직도 사용되고 있지만 급속히 GPS로 교체되어 오고 있다. NDB 시설을 유지하는 비용이 비싸기 때문이다.

## 같이 보기
- 항공전자